# Heitor Morais Fleury
Heitor Morais Fleury foi um político brasileiro.
Foi governador interino de Goiás, de 9 a 18 de outubro de 1934.